# Venere e Amore (Sustris)
Venere e Amore, o Venere e Cupido (in francese Vénus et l'Amour o Vénus et Cupidon), anche noto con il titolo Venere con Cupido in attesa di Marte, è un dipinto del pittore olandese Lambert Sustris, che probabilmente lo realizzò tra il 1550 e il 1554 circa. Attualmente il quadro è esposto al museo del Louvre di Parigi.

## Descrizione
Lambert Sustris, allora attivo nella bottega di Tiziano, che accompagnò durante un viaggio ad Augusta, creò questo quadro di grandi dimensioni negli anni 1550. A quanto pare egli si era basato sul colorismo del suo maestro, che aveva dipinto spesso delle opere ritraenti la dea Venere. Quest'opera, infatti, potrebbe ispirarsi alla Venere di Urbino che l'artista veneto aveva dipinto nel 1538.
La tela raffigura Venere nuda, semi-sdraiata su un letto, mentre accarezza una coppia di colombe che cercano di accoppiarsi. La colomba è uno degli attributi di Venere in quanto veniva vista come una creatura lussuriosa e lasciva. Suo figlio Cupido (Eros per i greci), nudo e alato, con la faretra, si prepara a pungere con la sua freccia il colombo per aiutarlo nell'accoppiamento. La figura della dea dell'amore occupa quasi interamente il lato sinistro dell'opera (diviso da quello destro da una tenda rossastra) ed è articolata nelle "ampie falcate" delle sue gambe (una ripiegata sul letto e l'altra verso il pavimento) e delle braccia.
Sullo sfondo si vede in lontananza il dio della guerra, Marte, che si avvicina per raggiungere la dea, sua amante. L'accoppiamento tra i due uccelli è dunque un'anticipazione del rapporto che sta per essere consumato tra le due divinità, sottintendendo il carattere erotico della composizione.
Non si tratta dell'unica tela dell'artista su questo tema artistico. In precedenza Lambert Sustris aveva dipinto un altro quadro (oggi al museo dell'Ermitage di San Pietroburgo) che ritrae la dea dell'amore sdraiata su un letto, mentre poggia una mano su una colomba, ma in quell'opera Cupido non si trova in primo piano, dato che si intravede sullo sfondo mentre guida Marte verso Venere. Inoltre, in quest'opera il dio guerriero non indossa l'armatura come in quello del Louvre, eccetto per l'elmo, ma è nudo come la sua amante. Un terzo quadro, conservato nell'Alte Pinakothek di Monaco di Baviera, raffigura Marte che entra in casa di Venere proprio quando Vulcano, suo marito, cerca di passare un momento intimo con lei.